# Ruisseau de Cabarieu
Le ruisseau de Cabarieu est une petite rivière du Quercy, dans le Sud de la France et un sous-affluent de la Garonne par la Barguelonne.

## Géographie
De 8,5 km de longueur, le ruisseau de Cabarieu prend sa source près de Montesquieu, au lieu-dit de Sainte-Thècle, et va se jeter dans la Barguelonne à 3 km en amont de Saint-Paul-d'Espis.

## Département et communes traversées
- Tarn-et-Garonne : Saint-Paul-d'Espis, Montesquieu, Moissac, Castelsagrat.

## Principaux affluents
- Ruisseau de Malèze : 1,3 km
- Ruisseau de Guillalmou : 1,4 km
- Ruisseau de Pechsec : 3,5 km
- Ruisseau de Perret : 2,8 km

## Hydrologie
Le débit d'eau de cette rivière n'est pas mesuré mais malgré ces 8,5 km, il pourrait avoir un débit relativement élevé grâce à l'étendue de son bassin versant.